# لورانس هولمز
لورانس هولمز هو مصارع هاوي كندي، ولد في 10 يناير 1962 في جورج تاون في غيانا.

## وصلات خارجية
- لورانس هولمز على موقع قاعدة بيانات المصارعة الدولية (الإنجليزية)
- لورانس هولمز على موقع أوليمبيديا (الإنجليزية)
- لورانس هولمز على موقع اتحاد ألعاب الكومنولث (مؤرشف) (الإنجليزية)